# Telegrama Zimmermann

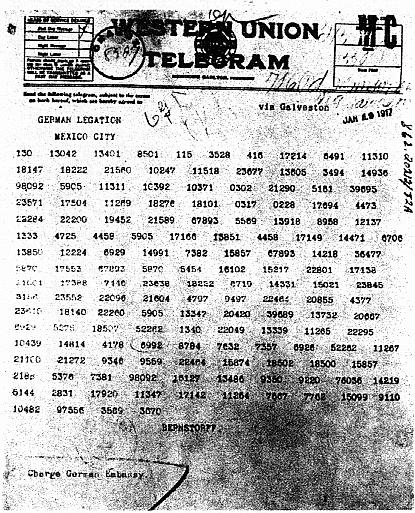
Telegrama Zimmermann aşa cum a fost transmisă de la Washington, D.C. în Mexic.

Telegrama Zimmermann este o telegramă codată trimisă de ministrul de externe al Imperiului German, Arthur Zimmermann, în data de 16 ianuarie 1917, ambasadorului german din Mexic, Heinrich von Eckardt, când Primul Război Mondial era în plină desfășurare. Aceasta îl instruia pe ambasador cum să înainteze guvernului mexican propunerea unei alianțe împotriva Americii. Telegrama a fost interceptată și decodată de englezi, conținutul ei înlesnind intrarea Americii în Primul Război Mondial.

## Telegrama

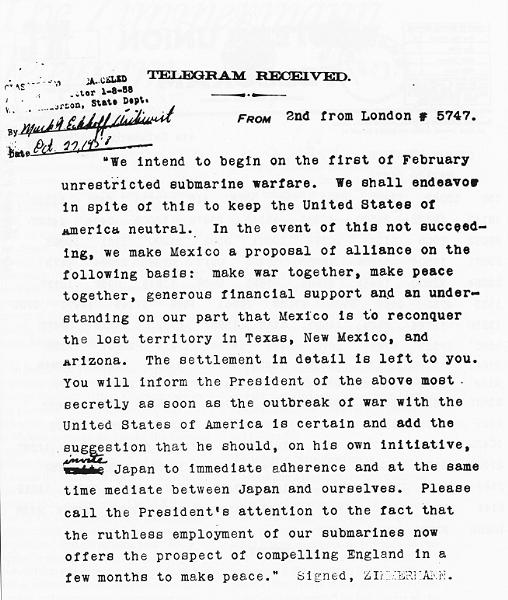
Telegrama Zimmermann, descifrată complet şi tradusă în engleză.

Mesajul lui Zimmermann includea propunerea alianței cu Mexicul, în timp ce germanii încă încercau să păstreze statutul de neutralitate cu S.U.A.; dacă aceasta cădea, telegrama sugera guvernului mexican să facă front comun cu Germania și să încerce să atragă și guvernul japonez în noua lor alianță, și să atace apoi S.U.A.. Germania promitea suport financiar și restaurarea fostelor teritorii mexicane ale Texasului (care în 1836 și-a obținut independența), New Mexico și Arizona (cedate in razboiul cu S.U.A. din 1846-1848).

## Răspunsul mexican
Mai târziu, un general desemnat de președintele Mexicului, Venustiano Carranza, a analizat posibilitatea ocupării mexicane a fostelor provincii și a ajuns la concluzia că alianța nu ar funcționa din următoarele cauze: luarea celor trei state ar fi declanșat cu siguranță probleme viitoare și chiar un război cu S.U.A.; de asemenea, Mexicul nu ar fi putut să primească o masă atât de mare de populație anglo-saxonă între granițele sale, iar Germania nu ar fi fost în stare sa aprovizioneze armele necesare pentru ostilitățile care s-ar fi creat. Carranza a respins propunerea lui Zimmermann pe 14 Aprilie, dar până atunci America deja declarase război Germaniei.

## Interceptarea britanică
Telegrama a fost interceptată și decodată datorită abilităților criptologiștilor Nigel de Grey și William Montgomery ai Unității Serviciului Secret Britanic Naval, Camera 40, sub conducerea amiralului William R. Hall. Aceasta a fost posibilă datorită codului folosit de ministerul de externe german ce fusese parțial decriptat folosind, printre altele, mesaje textuale capturate și un set de coduri dintr-o versiune mai veche luate de la Wilhelm Wassmuss, un agent german care lucra în Orientul Mijlociu.
Guvernul britanic, care dorea să demaște telegrama incriminatoare, se confrunta cu o dilemă: dacă ar fi făcut publică telegrama, germanii ar fi suspectat ca le-a fost spart codul; dacă ar fi păstrat tăcerea, ar fi pierdut o mare oportunitate de a atrage S.U.A. în război - mesajul fiind trimis în perioada când sentimentul anti-german în America era în creștere din cauza pierderii a aproximativ 200 de vieți americane în atacurile submarinelor germane.
În plus, mai era o problema - ei nu puteau nici să arate confidențial telegrama guvernului american. Din cauza importanței sale, mesajul fusese trimis din Berlin, ambasadorului german din Washington, Johann von Bernstorff, pentru a-l trimite ambasadorului din Mexic, von Eckardt, pe trei rute diferite. Englezii au obținut-o pe una din aceste rute. Americanii daduseră germanilor acces la telegraful lor personal în efortul de a încuraja inițiativa de pace a președintelui Wilson. Germanilor nu le era frica să îl folosească pentru că mesajele erau codate și din principiu, S.U.A. nu citeau la momentul respectiv corespondența diplomatică a altor țări (de asemenea, spre deosebire de Anglia, S.U.A. nu aveau capacitatea de a sparge coduri). Cablul telegrafului mergea din Ambasda S.U.A. din Berlin, în Copenhaga și apoi via Anglia (unde era monitorizat) pe cablu submarin către S.U.A.. Arătarea sursei telegramei ar fi însemnat recunoașterea interceptării conversațiilor diplomatice americane.

## Soluția britanică
Guvernul britanic a intuit că ambasada germană din Washington a trimis mesajul Ambasadei din Mexic prin telegraful comercial, și astfel ar fi existat o copie în oficiul telegrafic din Mexic. Dacă ar fi putut lua copia, ar fi putut-o trimite guvernului american susținând că a fost găsită datorită spionajului mexican. Astfel, ei au contactat agentul britanic din Mexic, cunoscut doar ca domnul H., care a reușit să obțină o copie. 
Spre bucuria spărgătorilor de coduri englezi, mesajul a fost trimis de Ambasada germana din Washington Mexicului, folosind cifruri mai vechi din cheile de coduri și astfel a putut fi complet decodat – probabil ambasada germană din Mexic nu deținea ultimele chei. Telegrama a fost trimisă de amiralul Hall, către ministrul de externe englez, Arthur James Balfour, care în schimb a contactat ambasadorul american din Anglia, Walter Page, și a trimis-o pe 23 Februarie. Două zile mai târziu, el a dezvăluit-o președintelui Wilson.

## Efectul în S.U.A
Sentimentul populației din S.U.A. la acel moment, era atât anti-mexican cât și anti-german. Generalul John J. Pershing urmărea de mult pe revoluționarul Pancho Villa, pentru care a făcut câteva raiduri la granițe. Acestea reprezentau o cheltuială destul de mare pentru guvernul american și Wilson propunea întreruperea căutărilor până la noile alegeri din Mexic, când un nou guvern ar fi fost ales și o nouă constituție promulgată (o convenție constituțională, care a adoptat Constituția din 1917 pentru Mexic). Aflarea conținutuilui telegramei a intensificat tensiunile dintre S.U.A. și Mexic, pentru că o posibilă alianță cu Germania ar fi îngreunat alegerea unui guvern mexican mai prietenos intereselor Americii. Pe 1 Martie, guvernul american a dat conținutul telegramei presei. Inițial, publicul american credea telegrama a fi o farsă menită să-i aduca în război alături de Aliați. Opinia aceasta a fost susținută de diplomații Germaniei, Mexicului și Japoniei, și de asemenea de pacifiști americani și partide pro-germane, care toți au declarat telegrama ca fiind un fals.

## Discursul lui Zimmermann
Printr-o mișcare neașteptată, Zimmermann a confirmat autenticitatea telegramei la data de 3 Martie și din nou într-un discurs din data de 29 martie 1917. Discursul intenționa să explice partea lui în această situație. El a început zicând că nu i-a scris o scrisoare lui Carranza, dar i-a dat instrucțiuni ambasadorului german printr-o „rută pe care o considera sigură”. El a spus de asemenea că în ciuda atacurilor submarine, sperase ca America să rămână neutră. Propunerile lui către guvernul mexican nu trebuiau urmate decât în cazul în care S.U.A. ar fi declarat război și credea că instrucțiunile lui erau „absolut loiale în privința Americii”. De fapt, el a condamnat pe președintele Wilson pentru ruperea relațiilor cu Germania „cu atâta brutalitate” după ce telegrama fusese interceptată, și prin urmare ambasadorului german „nu i s-a dat ocazia sa explice atitudinea Germaniei, și guvernul american a refuzat să negocieze”. Era un ton de onestiate în discurs pentru că Zimmermann avusese timp să se gândeasca la impactul și efectele telegramei între timp, dar era hotărât să-și apere ideile originale. Oricum, el a dezvăluit și faptul că a fost informat greșit în legătură cu raportul de forțe dintre America și vecinul ei sudic, dar aceasta fusese greșeala Serviciului Secret German.

## Declararea războiului
Chiar dacă telegrama începea declarând că Germania era interesată în păstrarea neutralității Americii, în timp ce îi ataca navele, această confirmare a unei dușmănii sigure a produs o izbucnire a sentimentului anti-german. Wilson a răspuns acestei manifestări germane ostile către americani, cerând Congresului să armeze navele americane pentru a se putea apăra de posibile atacuri submarine germane. Câteva zile mai tarziu, pe 2 aprilie 1917, Wilson a cerut Congresului să declare război Germaniei. Pe 6 aprilie 1917, Congresul a adus S.U.A. în Primul Război Mondial. Submarine nemțești atacasera mai înainte nave americane lângă Insulele Britanice, așa că telegrama nu a fost singura cauză a intrării S.U.A. în război, dar a avut un rol hotărâtor în influențarea opiniei publice americane. Aceasta a fost percepută în special necinstită deoarece mai întâi telegrama fusese transferată din ambasada americană din Berlin în ambasada germană din Washington, înainte de a ajunge în Mexic. Din momentul în care publicul american a crezut că telegrama era adevarată, intrarea S.U.A. în Primul Razboi Mondial devenise inevitabilă.

## Post-scriptum istoric
În Octombrie 2005, a fost dezvăluit că un exemplar original descifrat al Telegramei Zimmermann a fost recent decoperit de un istoric anonim care cerceta și pregătea o istorie oficială a Centrului Guvernamental de Comunicații al Marii Britanii (GCHQ). Documentul este crezut a fi exact veritabila telegramă arătată ambasadorului american în Londra în 1917. Marcat cu scrisul amiralului Hall deasupra documentului, sunt aceste cuvinte: „Aceasta este prim-înmânată domnului Page și expusă președintelui”. Cum multe din documentele secrete din această perioadă au fost distruse, se presupunea că manuscrisul decodat original a dispărut pentru totdeauna. Oricum, după descoperirea acestui document istoricul oficial al GCHQ a declarat: “Cred că acesta este într-adevăr același document pe care Balfour i l-a înmânat lui Page”.